# 阿品駅
阿品駅（あじなえき）は、広島県廿日市市阿品二丁目にある、西日本旅客鉄道（JR西日本）山陽本線の駅。駅番号はJR-R09。

## 概要
1987年4月、廿日市町（当時）が市制移行に伴う都市基盤事業の一環として、宮内串戸駅と当駅の新駅設置をJR西日本に要望した。
廿日市町は市制移行時の2駅同時開業を計画していたが、当駅は建設費の負担割合で協議が難航したため、宮内串戸駅を先行して開業させることになった。
請願駅の建設費は「地元の全額負担」というJR西日本の考えと、「JR西日本が20%程度負担すべき」という自治省（当時）の考えの相違から協議が難航したが、最終的に建設費2億3900万円（自由通路建設費含む）のうち、廿日市市が60%、期成同盟会が29%、JR西日本が11%を負担することで合意した。
1988年12月に協定を締結して工事が進められ、翌年8月11日に中野東駅（当駅と同様の経緯で建設）と同時に開業した。

## 歴史
- 1961年（昭和36年）12月21日：現在の阿品駅から100メートル広島寄りの場所に国鉄の阿品信号場として開設[5]。
- 1962年（昭和37年）6月：阿品信号場が廃止される[5]。
- 1988年（昭和63年）12月：阿品駅工事協定締結[4]。
- 1989年（平成元年）
  - 2月22日：駅建設工事に着手[6]。
  - 8月11日：西日本旅客鉄道（JR西日本）の駅として宮内串戸駅 - 宮島口駅間に新設開業[2][3]。
- 1992年（平成4年）11月1日：みどりの窓口営業開始。
- 2007年（平成19年）
  - 6月13日：ICOCA対応自動改札機を設置。
  - 9月1日：ICカード「ICOCA」の利用が可能となる。
- 2008年（平成20年）3月15日：ホームにエレベーターが設置され、使用を開始。
- 2010年（平成22年）
  - 2月15日：AED（自動体外式除細動器）設置。
  - 3月11日：北口にエレベーターが設置され、使用開始。
- 2012年（平成24年）3月16日：改札口上の発車案内が字幕式からLED式へ変更となる。
- 2021年（令和3年）
  - 9月30日：みどりの窓口の営業を終了[7]。
  - 10月1日：みどりの券売機を導入[7]。
- 2024年（令和6年）3月1日：駅員は周辺駅を含めて巡回するため当駅には常駐せず、改札口付近に設置されているインターホンにて遠隔対応を行なう方式に変更[8]。

## 駅構造
相対式ホーム2面2線を有する地上駅で橋上駅舎を有する。分岐器や絶対信号機を有さないため、停留所に分類される。改札口は、ホームから階段を上がったところにある。2008年（平成20年）3月15日に、バリアフリー対応に向け、上下ホーム共に、エレベーターが設置された。
みどりの券売機が設置されている。駅員は周辺駅を含めて巡回するため当駅には常駐せず、改札口付近に設置されているインターホンにて対応する運用となっている。また、ICOCAの利用が可能である（相互利用可能ICカードはICOCAの項を参照）。

### のりば
| のりば | 路線     | 方向 | 行先             |
| ------ | -------- | ---- | ---------------- |
| 1      | 山陽本線 | 上り | 広島・呉方面     |
| 2      | 山陽本線 | 下り | 宮島口・岩国方面 |

付記事項
- 後付けの駅のため、案内上ののりば番号は付けられていなかったが、エレベーターが設置されるため、2008年（平成20年）3月12日に付けられた。
- 改札口上にはLED式の発車案内が設置されている。

## 利用状況
「廿日市市統計書」によると、近年の1日平均乗車人員は以下の通り。
| 年度               | 1日平均 乗車人員 |
| ------------------ | ---------------- |
| 1989年（平成元年） | 1,146            |
| 1990年（平成02年） | 1,660            |
| 1991年（平成03年） | 1,903            |
| 1992年（平成04年） | 2,107            |
| 1993年（平成05年） | 2,262            |
| 1994年（平成06年） | 2,348            |
| 1995年（平成07年） | 2,399            |
| 1996年（平成08年） | 2,373            |
| 1997年（平成09年） | 2,394            |
| 1998年（平成10年） | 2,406            |
| 1999年（平成11年） | 2,624            |
| 2000年（平成12年） | 2,721            |
| 2001年（平成13年） | 2,777            |
| 2002年（平成14年） | 2,685            |
| 2003年（平成15年） | 2,770            |
| 2004年（平成16年） | 2,816            |
| 2005年（平成17年） | 2,711            |
| 2006年（平成18年） | 2,625            |
| 2007年（平成19年） | 2,586            |
| 2008年（平成20年） | 2,556            |
| 2009年（平成21年） | 2,539            |
| 2010年（平成22年） | 2,527            |
| 2011年（平成23年） | 2,500            |
| 2012年（平成24年） | 2,472            |
| 2013年（平成25年） | 2,522            |
| 2014年（平成26年） | 2,405            |
| 2015年（平成27年） | 2,399            |
| 2016年（平成28年） | 2,368            |
| 2017年（平成29年） | 2,350            |
| 2018年（平成30年） | 2,301            |
| 2019年（令和元年） | 2,250            |
| 2020年（令和02年） | 1,786            |
| 2021年（令和03年） | 1,760            |
| 2022年（令和04年） | 1,870            |
| 2023年（令和05年） | 1,898            |

## 駅周辺
駅から国道2号を跨ぐ長い陸橋を渡るとショッピングモール“フジグラン・ナタリー”と高層マンション群“ナタリーマリナタウン”と広島電鉄宮島線の広電阿品駅がある。かつては“ヒロシマナタリー”という遊園地があった。また、駅の西側（山側）には住宅地が広がっており、朝夕のラッシュ時にはここからの通勤客も多い。
廿日市市立阿品台東小学校、廿日市市立阿品台中学校及び日本赤十字広島看護大学が北東約2 kmに位置し、広島電鉄のバスで約10分の距離にある。

## バス路線
- 15 阿品台線 廿日市西高校経由（広電バス[11]）：広電阿品駅 / 廿日市西高校前・阿品台北方面/日赤看護大学方面
- 16 阿品台線 阿品台西経由（広電バス）：広電阿品駅 / 阿品台西・（日赤看護大学）・阿品台北方面
- 廿日市さくらバス[12] 阿品台ルート
- おおのハートバス[13] 横断ルート 東ルート

## 隣の駅
西日本旅客鉄道（JR西日本）
 山陽本線
■快速「シティライナー」・■快速「通勤ライナー」
通過
■普通（呉線内で快速となる列車を含む）
宮内串戸駅 (JR-R08) - 阿品駅 (JR-R09) - 宮島口駅 (JR-R10)